# 马泽江
马泽江（1970年5月—），中华人民共和国政治人物，湖北仙桃人，1992年9月参加工作，1992年1月加入中国共产党，现任中共随州市委书记。

## 生平
2021年4月，马泽江出任宜昌市委副书记，市政府副市长、代理市长、市长，市政府党组书记。2024年11月，转任中共随州市委书记。